# Gomphogyne bonii
Gomphogyne bonii là một loài thực vật có hoa trong họ Cucurbitaceae. Loài này được Gagnep. mô tả khoa học đầu tiên năm 1918.